# AAA-Saison 1923
Die AAA-Saison 1923 war die 6. Meisterschaftssaison im US-amerikanischen Formelsport. Sie begann am 25. Februar in Beverly Hills und endete am 29. November ebenfalls in Beverly Hills. Eddie Hearne sicherte sich den Titel.

## Rennergebnisse
| Nr. | Datum         | Veranstaltung (Rennstrecke)                                           | Meilen | Sieger                     | Siegerteam |
| --- | ------------- | --------------------------------------------------------------------- | ------ | -------------------------- | ---------- |
| 01  | 25. Februar   | Beverly Hills Race 1 (Los Angeles Motor Speedway) (HB)                | 250    | Jimmy Murphy               | Miller     |
| 02  | 26. April     | Raisin Day Classic (Fresno Speedway) (HB)                             | 150    | Jimmy Murphy               | Miller     |
| 03  | 30. Mai       | International 500 Mile Sweepstakes (Indianapolis Motor Speedway) (ZO) | 500    | Tommy Milton Howard Wilcox | Miller     |
| 04  | 04. Juli      | Kansas City Race 1 (Kansas City Speedway) (HB)                        | 250    | Eddie Hearne               | Miller     |
| 05  | 04. September | Altoona Race (Altoona Speedway) (HB)                                  | 200    | Eddie Hearne               | Miller     |
| 07  | 29. September | San Joaquin Valley Classic (Fresno Speedway) (HB)                     | 150    | Harry Hartz                | Miller     |
| 08  | 21. Oktober   | Kansas City Race 2 (Kansas City Speedway) (HB)                        | 250    | Harlan Fengler             | Miller     |
| 09  | 29. November  | Beverly Hills Race 2 (Los Angeles Motor Speedway) (HB)                | 250    | Bennett Hill               | Miller     |

- Erklärung: HB: Holzbahn (Board track), ZO: Ziegelsteinoval

## Fahrer-Meisterschaft (Top 10)
| 1. | Eddie Hearne | 1882 |
| 2. | Jimmy Murphy | 1350 |
| 3. | Bennett Hill | 955  |
| 4. | Harry Hartz  | 820  |
| 5. | Tommy Milton | 810  |

| 6.  | Harlan Fengler   | 750 |
| 7.  | Jerry Wonderlich | 368 |
| 8.  | Earl Cooper      | 310 |
| 9.  | Frank Elliott    | 301 |
| 10. | Dave Lewis       | 234 |